# جيب خولم
جيب خولم (بالألمانية: Kessel von Cholm)‏؛ (بالروسية: Холмский котёл)‏ هو الاسم الذي أطلقه الجيش الأحمر علىتطويق القوات الألمانية حول خولم جنوب لينينغراد، خلال الحرب العالمية الثانية على الجبهة الشرقية، من 23 يناير 1942 حتى 5 مايو 1942. كان الجيب الأكبر محاطًا في وقت واحد في ديميانسك ، حوالي 100 كيلومتر (62 ميل) إلى الشمال الشرقي. كانت هذه نتائج تراجع الألمان بعد هزيمتهم خلال معركة موسكو.
أدى الإمداد الجوي لخولم وديميانسك، رغم نجاحه، إلى زيادة الثقة في القيادة العليا الألمانية فيما يتعلق بقدرة لوفتفافه على تزويد القوات المحاصرة بالطائرة مما سيؤدي إلى عواقب وخيمة في معركة ستالينجراد في أواخر عام 1942 وأوائل عام 1943.

## نظرة عامة
في جيب خولم الصغير، صمد به 5,500 جندي ألماني لمدة 105 يوم. تم تزويد الجيب جوا، ولكنه كان صغيرًا جدًا بحيث لا تستطيع الطائرات الهبوط؛ لذلك، كان لا بد من إسقاط الإمدادات واستردادها من قبل المدافعين الألمان. من بين الإمدادات التي تم إسقاطها جواً كانت 35 من أول 50 نموذجًا أوليًا من بنادق MKb 42 (H).
كانت الوحدات الألمانية الموجودة في الجيب جزءًا رئيسيًا من:
- فرقة المشاة 218
- كتيبة الشرطة الاحتياطية 65
- فوج المشاة 553 (من فرقة المشاة 329 )
- أجزاء من فرقة المشاة 123
- Jagdkommando 8
- ثالثًا. باتايلون من Luftwaffenfeldregiment 1

قامت القوات الألمانية بثلاث محاولات لفك حصار الجيب، في يناير ومارس ومايو 1942. في حين فشل المحاولتين الأولتين، نجحت الثالثة، حيث انخفض عدد القوات الألمانية في الجيب إلى 1200 بحلول ذلك الوقت.
في يوليو 1942، تم منح درع خولم للمدافعين الألمان عن الجيب، بناءً على اقتراح الجنرال ثيودور شيرير، على غرار درع ديميانسك.
تم منح Scherer شخصيًا صليب فوسام الفارس الصليبي الحديدي بأوراق البلوط من قبل أدولف هتلر لقيادته عمليات الدفاع عن خولم.
احتل الجيش الأحمر مدينة خولم في 21 فبراير 1944.